# Az Atlus letölthető játékainak listája
Ez a lista az Atlus által fejlesztett vagy kiadott kizárólag letölthető formában elérhető videójátékokat tartalmazza. A listában nem szerepelnek a boltok polcain is elérhető játékok, azokhoz lásd Az Atlus videójátékainak listája című szócikket.

## Konzolos játékok

### PlayStation Network
| Cím                                                   | Eredeti megjelenés  | Fejlesztő(k)       | JP   | NA   | EU   | AUS  |
| ----------------------------------------------------- | ------------------- | ------------------ | ---- | ---- | ---- | ---- |
| Droplitz                                              | 2009. június 25.    | Blitz Arcade       | Nem  | Igen | Nem  | Nem  |
| Dungeon Explorer                                      | 2009. október 21.   | Atlus              | Igen | Nem  | Nem  | Nem  |
| Bonk’s Adventure                                      | 2009. november 18.  | Atlus, Red Company | Igen | Nem  | Nem  | Nem  |
| Shin Megami Tensei                                    | 2010. július 14.    | Atlus              | Igen | Nem  | Nem  | Nem  |
| Shin Megami Tensei II                                 | 2010. augusztus 11. | Atlus              | Igen | Nem  | Nem  | Nem  |
| Shin Megami Tensei if...                              | 2010. szeptember 8. | Atlus              | Igen | Nem  | Nem  | Nem  |
| Touge Max 2                                           | 2010. szeptember 8. | Cave               | Igen | Nem  | Nem  | Nem  |
| Shin Megami Tensei: Devil Children                    | 2010. október 13.   | Atlus              | Igen | Nem  | Nem  | Nem  |
| Goukecudzsi Icsizoku 2: Csotto Dake Szaikjou Denszecu | 2011. április 13.   | Atlus              | Igen | Nem  | Nem  | Nem  |
| Rock of Ages                                          | 2011. augusztus 31. | ACE Team           | Nem  | Igen | Igen | Nem  |
| Rebus                                                 | 2011. október 12.   | Atlus              | Igen | Nem  | Nem  | Nem  |
| Trine 2                                               | 2011. december 6.   | Frozenbyte         | Nem  | Igen | Igen | Nem  |
| God Mode                                              | 2013. április 23.   | Saber Interactive  | Igen | Igen | Igen | Igen |
| Zeno Clash II                                         | 2013.               | ACE Team           | Nem  | Igen | Nem  | Nem  |

### Virtual Console
| Cím                      | Eredeti megjelenés  | Fejlesztő(k)       | JP   | NA   | EU  | AUS |
| ------------------------ | ------------------- | ------------------ | ---- | ---- | --- | --- |
| Bonk’s Adventure         | 2006. november 21.  | Atlus, Red Company | Nem  | Igen | Nem | Nem |
| Dungeon Explorer         | 2007. január 8.     | Atlus              | Nem  | Igen | Nem | Nem |
| Shin Megami Tensei       | 2007. február 13.   | Atlus              | Igen | Nem  | Nem | Nem |
| Shin Megami Tensei II    | 2010. szeptember 7. | Atlus              | Igen | Nem  | Nem | Nem |
| Shin Megami Tensei if... | 2011. február 1.    | Atlus              | Igen | Nem  | Nem | Nem |
| Majin Tensei             | 2011. szeptember 6. | Atlus              | Igen | Nem  | Nem | Nem |
| Gókecudzsi Icsizoku      | 2011. október 4.    | Atlus              | Igen | Nem  | Nem | Nem |

### Xbox Live Arcade
| Cím                          | Eredeti megjelenés  | Fejlesztő(k)      | JP   | NA   | EU   | AUS  |
| ---------------------------- | ------------------- | ----------------- | ---- | ---- | ---- | ---- |
| Droplitz                     | 2009. június 24.    | Blitz Arcade      | Nem  | Igen | Nem  | Nem  |
| Zeno Clash: Ultimate Edition | 2010. május 5.      | ACE Team          | Nem  | Igen | Nem  | Nem  |
| Rock of Ages                 | 2011. augusztus 31. | ACE Team          | Nem  | Igen | Igen | Nem  |
| Trine 2                      | 2011. december 6.   | Frozenbyte        | Nem  | Igen | Igen | Nem  |
| God Mode                     | 2013. április 23.   | Saber Interactive | Igen | Igen | Igen | Igen |

## Számítógépes játékok

### Linux
| Cím     | Eredeti megjelenés | Fejlesztő(k) | JP  | NA   | EU   | AUS |
| ------- | ------------------ | ------------ | --- | ---- | ---- | --- |
| Trine 2 | 2012.              | Frozenbyte   | Nem | Igen | Igen | Nem |

### OS X
| Cím     | Eredeti megjelenés | Fejlesztő(k) | JP  | NA   | EU   | AUS |
| ------- | ------------------ | ------------ | --- | ---- | ---- | --- |
| Trine 2 | 2011. december 7.  | Frozenbyte   | Nem | Igen | Igen | Nem |

### Windows
| Cím                                | Eredeti megjelenés | Fejlesztő(k)      | JP   | NA   | EU   | AUS  |
| ---------------------------------- | ------------------ | ----------------- | ---- | ---- | ---- | ---- |
| Pandora Saga                       | 2008.              | Rosso Index       | Igen | Igen | Nem  | Nem  |
| Neo Steam: The Shattered Continent | 2009. június 11.   | JoyImpact         | Nem  | Igen | Igen | Nem  |
| Droplitz                           | 2009. június 26.   | Blitz Arcade      | Igen | Igen | Igen | Igen |
| Trine 2                            | 2011. december 7.  | Frozenbyte        | Nem  | Igen | Igen | Nem  |
| God Mode                           | 2013. április 23.  | Saber Interactive | Igen | Igen | Igen | Igen |
| Zeno Clash II                      | 2013.              | ACE Team          | Nem  | Igen | Nem  | Nem  |

## Mobiltelefon játékok
| Cím                                                        | Eredeti megjelenés   | Fejlesztő(k)       | Platform                     | JP   | NA   | EU   | AUS  |
| ---------------------------------------------------------- | -------------------- | ------------------ | ---------------------------- | ---- | ---- | ---- | ---- |
| Casino                                                     | 2004. február 26.    | Atlus              | NTT DoCoMo                   | Igen | Nem  | Nem  | Nem  |
| Digital Devil Story: Megami Tensei                         | 2004. február 26.    | Atlus              | Mobiltelefonok               | Igen | Nem  | Nem  | Nem  |
| Shin Megami Tensei: if... Hazama’s Chapter                 | 2004. május 26.      | Atlus              | Mobiltelefonok               | Igen | Nem  | Nem  | Nem  |
| Shin Megami Tensei 20XX                                    | 2004. augusztus 26.  | Atlus              | Mobiltelefonok               | Igen | Nem  | Nem  | Nem  |
| Jack’s Kueszu to Akuma o Taszuke Tai                       | 2004. december 16.   | Atlus              | NTT DoCoMo                   | Igen | Nem  | Nem  | Nem  |
| Shin Megami Tensei Pinball: Judgement                      | 2006. március 3.     | KAZe               | Mobiltelefonok               | Igen | Nem  | Nem  | Nem  |
| Digital Devil Story: Megami Tensei II                      | 2006. szeptember 1.  | Atlus              | Mobiltelefonok               | Igen | Nem  | Nem  | Nem  |
| Megami Ibunroku Persona: Iszora no Tower                   | 2006. december 1.    | Atlus              | Mobiltelefonok               | Igen | Nem  | Nem  | Nem  |
| Digital Devil Saga: Avatar Tuner A’s Test Server           | 2006. december 7.    | Interactive Brains | Mobiltelefonok               | Igen | Nem  | Nem  | Nem  |
| Growlanser Alternative                                     | 2007. január 17.     | Atlus              | Mobiltelefonok               | Igen | Nem  | Nem  | Nem  |
| Szuteradeuszu Renkindzsucu no Dzsikan                      | 2007. január 22.     | Atlus              | NTT DoCoMo                   | Igen | Nem  | Nem  | Nem  |
| Digital Devil Saga: Avatar Tuner A’s Test Server Kazenban  | 2007. február 26.    | Interactive Brains | NTT DoCoMo                   | Igen | Nem  | Nem  | Nem  |
| Shin Megami Tensei Tokió Csinkonka                         | 2007. április 2.     | Atlus              | Mobiltelefonok               | Igen | Nem  | Nem  | Nem  |
| Megami Tensei QIX: Persona 3                               | 2007. április 27.    | Atlus              | Mobiltelefonok               | Igen | Nem  | Nem  | Nem  |
| Megami Tensei Chaining Soul: Persona 3                     | 2007. május 14.      | Atlus              | Mobiltelefonok               | Igen | Nem  | Nem  | Nem  |
| Shin Megami Tensei: Devil Coliseum 20XX                    | 2007. május 28.      | Atlus              | Mobiltelefonok               | Igen | Nem  | Nem  | Nem  |
| Majin Tensei Blind Thinker                                 | 2007. július 11.     | Atlus              | NTT DoCoMo                   | Igen | Nem  | Nem  | Nem  |
| Devil Summoner: Soul Hackers Intruders                     | 2007. augusztus 30.  | Atlus              | Mobiltelefonok               | Igen | Nem  | Nem  | Nem  |
| Megami Tensei Gaiden: New Last Bible                       | 2007. szeptember 10. | Atlus              | Mobiltelefonok               | Igen | Nem  | Nem  | Nem  |
| Persona 2: Cumi Lost Memories                              | 2007. október 1.     | Atlus              | Mobiltelefonok               | Igen | Nem  | Nem  | Nem  |
| Aegis: The First Mission                                   | 2007. október 29.    | Atlus              | Mobiltelefonok               | Igen | Nem  | Nem  | Nem  |
| Persona 3em                                                | 2007. november 26.   | Atlus              | Mobiltelefonok               | Igen | Nem  | Nem  | Nem  |
| Megami Tensei Gaiden: New Last Bible II                    | 2008. augusztus 18.  | Atlus              | Mobiltelefonok               | Igen | Nem  | Nem  | Nem  |
| Persona Mobile Online                                      | 2009. március 16.    | Atlus              | Mobiltelefonok               | Igen | Nem  | Nem  | Nem  |
| Droplitz                                                   | 2009. június 27.     | Blitz Arcade       | iOS                          | Nem  | Igen | Igen | Igen |
| Persona 3 Social                                           | 2010. augusztus 17.  | Atlus              | Yahoo!                       | Igen | Nem  | Nem  | Nem  |
| Megami Tensei Gaiden: New Last Bible III                   | 2010. szeptember 17. | Atlus              | Mobiltelefonok               | Igen | Nem  | Nem  | Nem  |
| Shin Megami Tensei: Devil Hunter Zero                      | 2011. január 21.     | Atlus              | GREE                         | Igen | Nem  | Nem  | Nem  |
| Devil Children                                             | 2011. július 13.     | Atlus              | GREE                         | Igen | Nem  | Nem  | Nem  |
| Snowboard Kids                                             | 2011. november 16.   | Atlus              | Android, iOS                 | Igen | Igen | Igen | Igen |
| Persona 4 Social (munkacím)                                | 2011 tele            | Atlus              | Yahoo!                       | Igen | Nem  | Nem  | Nem  |
| Shin Megami Tensei                                         | 2012. február 23.    | Atlus              | iOS                          | Igen | Igen | Igen | Igen |
| Shin Megami Tensei II                                      | 2012. június 12.     | Atlus              | iOS                          | Igen | Igen | Igen | Igen |
| Szekaidzsu no Meikjuu S Juukjuu no Haisa S Eternal Victors | 2012. július         | Atlus              | Android, iOS, mobiltelefonok | Igen | Nem  | Nem  | Nem  |